# Fraugde-Kærby
Fraugde-Kærby har ikke undergået den samme udvikling som Fraugde. Bykernen er af omtrent samme størrelse som Fraugde. Landsbykernen ligger langs den eneste vej i byen. Vejforløbet er slynget, som i Over Holluf. Der er bevaret en del gamle bindingsværksgårde og huse langs vejen. Af større gårde i landsbyen kan nævnes Stævnegården der, som navnet antyder, ligger lige op til det gamle bystævne. Bystævnet består af 11 sten omkring en flagstang og er i 1903 flyttet til dets nuværende plads .
Kærbygård nævnes første gang i 1397 og har oprindeligt været sognets ældste hovedgård. Den blev dog hurtigt reduceret til en almindelig gård, indimellem med adelige ejere. Da Kærbygårds storhedstid var omme, var det Fraugdegård, der overtog rollen som den førende gård i sognet. Kærbygård er placeret op til et tidligere moseområde, Kærby Mose. Mosen er i dag drænet og under plov.
I dag er Kærbygård en større proprietærgård. Gården er delt i Store Kærbygård og Lille Kærbygård. Gårdene er placeret cirka 500 meter fra landsbyen, ved resterne af voldstedet fra deres forgænger.
Der ligger et Automobilmuseum i tilknytning til byen, samt nogle mindre gartnerier. Der har været en del forretninger, men de er i dag alle lukkede. I dag domineres området nord for by-en af gartneri komplekser, der har inddraget betydelige arealer.
Denne by kan tolkes som en form for forgænger, eller tvilling, til Fraugde og, især, som forgænger til Fraugdegård. Der er påfaldende ligheder mellem de to byer. Ligheder, der peger i retning af Fraugde-Kærby som en ældre by, som siden hen er blevet udkonkurreret af Fraugde.
Konstellationen af landsby og større gård, er ikke sjælden. I de to landsbyers tilfælde synes konstellationen dog at have antaget en lidt særlig form, idet de to byer, med hver deres store gård, ligger med det særlige område, Trællebjerg, mellem dem.